# Jaime Duarte
Pour les articles homonymes, voir Duarte.
Jaime Eduardo Duarte Huerta, né le 27 février 1955 à Lima au Pérou, est un footballeur international péruvien qui évoluait au poste de défenseur, avant de devenir entraîneur.

## Biographie

### Carrière de joueur

#### Carrière en club
Avec 405 matchs disputés au sein de l'Alianza Lima, Jaime Duarte – surnommé El chiquillo (« le gosse ») – en est le troisième joueur le plus capé, derrière José González Ganoza (509) et Juan José Jayo (454). Il remporte trois championnats du Pérou avec le club Blanquiazul en 1975, 1977 et 1978.
Parti de l'Alianza Lima, il s'octroie un quatrième championnat en 1986 sous les couleurs du Deportivo San Agustín. Après un bref passage à l'étranger (au Deportivo Italia du Venezuela), il termine sa carrière au Sport Boys en 1990.

#### Carrière en sélection
International péruvien, Jaime Duarte joue 54 matchs (pour un but inscrit) entre 1975 et 1985. 
Il figure dans le groupe des sélectionnés lors des Coupes du monde de 1978 et 1982 et joue comme titulaire lors de ces deux mondiaux (neuf matchs en tout, six en 1978 et trois en 1982).
Duarte participe également aux Copa América de 1979 et de 1983 où le Pérou atteint les demi-finales à chaque fois.

## Palmarès

### Joueur
| Alianza Lima - Championnat du Pérou (3) : - Champion : 1975, 1977 et 1978. |  | San Agustín - Championnat du Pérou (1) : - Champion : 1986. |  | Sport Boys - Championnat du Pérou D2 (1) : - Champion : 1989. |  | Pérou (amateur) - Jeux bolivariens (1) : - Vainqueur : 1973. |

### Entraîneur
Pérou (beach soccer)
- Championnat du monde :
  - Vice-champion : 2000[4].